# Hubert Siejewicz
Hubert Siejewicz (Białystok, 20 december 1974) is een Pools voormalig voetbalscheidsrechter. Hij was in dienst van FIFA en UEFA tussen 2008 en 2012. Ook leidde hij van 2004 tot 2013 wedstrijden in de Ekstraklasa.
Op 21 juni 2008 maakte Siejewicz zijn debuut in Europees verband tijdens een wedstrijd tussen HNK Rijeka en Renova Čepčište in de UEFA Intertoto Cup; het eindigde in 0–0 en de scheidsrechter gaf drie gele kaarten. Zijn eerste interland floot hij op 11 september 2012, toen Tsjechië met 0–1 verloor van Finland. Tijdens dit duel gaf Siejewicz gele kaarten aan Tomáš Hübschman en Alexander Ring.

## Interlands
| Datum             | Plaats            | Wedstrijd          | Uitslag | Competitie        | Kreeg geel | Kreeg voor de tweede keer geel en dus rood | Weggestuurd |
| ----------------- | ----------------- | ------------------ | ------- | ----------------- | ---------- | ------------------------------------------ | ----------- |
| 11 september 2012 | Teplice, Tsjechië | Tsjechië – Finland | 0 – 1   | Vriendschappelijk | 2          | 0                                          | 0           |